# Cochemiea capensis
Cochemiea capensis ist eine Pflanzenart aus der Gattung Cochemiea in der Familie der Kakteengewächse (Cactaceae). Das Artepitheton capensis verweist auf das Vorkommen der Art bei  Cabo San Lucas.

## Beschreibung
Cochemiea capensis bildet kleine Gruppen. Die zylindrischen, olivgrünen Pflanzenkörper werden bis zu 25 Zentimeter hoch und bis zu 3 bis 5 Zentimeter im Durchmesser groß. Die zylindrischen Warzen sind ohne Milchsaft. Die Axillen sind mit 1 bis 3 kurzen Borsten besetzt. Die Dornen sind nadelig, rötlich-braun bis schwarz mit weißlicher Basis. Der eine Mitteldorn ist steif, meist gehakt und 1,5 bis 2 Zentimeter lang. Die 13 Randdornen sind 0,8 bis 1,5 Zentimeter lang
Die trichterigen Blüten sind rosa bis weiß. Sie werden bis zu 2 Zentimeter lang und 2 Zentimeter im Durchmesser groß. Die keulig roten Früchte enthalten schwarze, grubige Samen.

## Verbreitung, Systematik und Gefährdung
Cochemiea capensis ist in dem  mexikanischen Bundesstaat Baja California Sur verbreitet.
Die Erstbeschreibung als Neomammillaria capensis erfolgte 1933 durch Howard Elliott Gates. Alexander Borissovitch Doweld stellte die Art im Jahr 2000 in die Gattung Cochemiea. Weitere nomenklatorische Synonyme sind Mammillaria capensis (H.E.Gates) R.T.Craig (1945), Ebnerella capensis (H.E.Gates) Buxb. (1951), Chilita capensis (H.E.Gates) Buxb. (1954) und Mammillaria dioica var. capensis (H.E.Gates) Neutel. (1986).
In der Roten Liste gefährdeter Arten der IUCN wird die Art als „Endangered (EN)“, d. h. als stark gefährdet geführt.

## Nachweise